# Jan Jílek (politik)
Jan Jílek (1. nebo 2. února 1864 Kracovice – 30. prosince 1944 Třebíč) byl český a československý odborový pracovník, politik a meziválečný poslanec a senátor za Československou stranu lidovou.

## Biografie
Vyučil se obuvníkem a působil jako obuvnický dělník. Již jako tovaryš se účastnil spolkového života. Roku 1895 založil Spolek katolických dělníků (Třebíč) a až do sloučení s křesťanskosociálními odbory mu předsedal. Aktivně se účastnil založení Moravsko-slezské křesťansko-sociální strany na Moravě na sjezdu na Velehradě roku 1899. Spoluzakládal křesťanské odbory. Mnoho let působil jako první místopředseda Všeodborového sdružení křesťanského katolického dělnictva. Do zemského výkonného výboru křesťansko-sociální strany byl zvolen 1908 a zasedal v něm i po vzniku ČSL až do roku 1938. Mezi lety 1922–1938 byl členem Ústředního výkonného výboru ČSL. V zákonodárných sborech působil nepřetržitě 33 let. Poprvé zasedl na Moravský zemský sněm již v roce 1906. Po mnoho let byl členem městské rady Třebíče a náměstkem starosty. Často publikoval i v katolickém tisku.
Na Moravský zemský sněm byl zvolen v zemských volbách roku 1906. Zastupoval českou všeobecnou kurii, obvod Třebíč, Jihlava, Telč atd. Mandát zde obhájil v zemských volbách roku 1913. Uspěl tehdy jako jeden z 19 etnicky českých katolických poslanců zemského sněmu.
V letech 1918–1920 zasedal v Revolučním národním shromáždění. Podle údajů k roku 1918 byl profesí obuvníkem.
V parlamentních volbách v roce 1920 získal senátorské křeslo v Národním shromáždění. Mandát obhájil v parlamentních volbách v roce 1925 i parlamentních volbách v roce 1929. Senátorem byl do roku 1935.
V roce 1935 mu bylo uděleno čestné občanství Třebíče. Po okupaci vlasti natrvalo odešel z politického života. Byl typickým představitelem zbožného katolického dělnictva a velký příznivec Šrámkovy politiky.